# مالوبیش‌کورازوو
مالوبیش‌کورازوو (انگلیسی: Malobishkurazovo) یک شهرک در شهرستان دیورتیورلینسکی در استان باشقیرستان کشور روسیه است.